# 末長 (川崎市)
末長（すえなが）は、神奈川県川崎市高津区の地名。現行行政地名は末長1丁目から末長4丁目。住居表示実施済区域。面積は1.29 km²である。

## 地理
高津区の中央部にあり、北西では下末吉台地に谷戸が入り込んでおり、南東が低地となっている。低地部には富士通ゼネラルの本社があり、周辺も宅地となっている。
東急田園都市線・第三京浜道路・南武線などの交通路が末長を通過し、梶が谷駅や京浜川崎インターチェンジなどが所在する。また、二ヶ領用水の分流である根方堀が台地と低地の境を流れている。
末長は北端で下作延・久本・坂戸と、東端で中原区上新城と、南西端で新作・高津区梶ケ谷と接している（特記のない町域は高津区）。

### 地価
住宅地の地価は、2024年（令和6年）1月1日の公示地価によれば、末長1丁目13-7の地点で34万3000円/m²、末長1丁目31-7の地点で29万4000円/m²、末長2丁目33-11の地点は休止、末長4丁目22-39の地点で40万1000円/m²となっている。

## 歴史

### 古代・中世
当地からは縄文・弥生時代の遺跡が発掘されている。また、田地の地割りが条里制の遺構だと考えられているほか、延喜式の「小高駅」に関係すると思われる「小高谷戸」の地名が付いていたなど、古代からの歴史がうかがえるが、「末長」の名の初出は「小田原衆所領役帳」に、「稲毛末長」として残る。

### 近世
江戸時代を通して、当地は旗本の国領氏・浅井氏・松波氏による三給の地であった。「新編武蔵風土記稿」では民家71軒。農地は畑より水田が多く、村高は、正保年間の「武蔵田園簿」や「元禄郷帳」では508石あまり、「天保郷帳」では585石あまり、幕末の「旧高旧領取調帳」では587石あまりというように推移していた。水利として、二ヶ領用水からの分流である根方堀のほか、「池の谷」と呼ばれた現在の梶が谷駅あたりに溜池を設けていた。賦役として、溝口宿・品川宿の半高助郷を務めた。品川宿の助郷は負担が重く、何度も免除の嘆願を行なっているが、これが容れられることはなかった。

### 近代・現代
明治以降、当地は橘村の一部となり、のちに川崎市へ合併した。当地では明治頃から養蚕が行われたり、大正末期からは養蚕に変わり野菜栽培が始まるなど、農村として推移していた。しかし、1940年（昭和15年）に日本光学（現・ニコン）が水田を埋め立て当地に工場を設置し、海軍の光学兵器の生産を始めた。その結果、1945年（昭和20年）には空襲を受けることとなり、工場が壊滅したのみならず周囲にも被害が出たが、日本光学は丘陵に地下壕を作り生産を続けたという。
戦後の1955年（昭和30年）には日本光学の跡地に八欧電機（現：富士通ゼネラル）が進出し、周囲に社宅が建つなど、宅地化が進行していった。

### 地名の由来
地名の由来ははっきりしていない。ただし、いくつかの説が提起されている。
- 瑞祥地名であるとする説[7]
- 村域の形状から生じたとする説[7]
- 丘陵地帯のある地形から生じた「セナガ」が転じたとする説[6]

なお、源義家が後三年の役からの帰途に、当地の奇妙な石を見つけて、弓矢を納めて武運を祈り、この地の民が末永く栄えるように願ったという伝承が、「新編武蔵風土記稿」にも残っている。

### 沿革
- 1091年（寛治5年）- 源義家が当地に立ち寄ったと伝わる。
- 1559年（永禄2年）- 「小田原衆所領役帳」に、「稲毛末長」とある。
- 1681年（延宝9年）- 溝口宿の助郷村となる[7]。
- 1735年（享保20年） - 溝口宿と品川宿の半高助郷を命じられる[15]。
- 1868年（明治元年）- 明治維新。当地は神奈川県の所属となる。
- 1872年（明治5年）- 学制施行。当地では明鏡寺に末長学舎が開かれる[8]。
- 1874年（明治7年）- 大区小区制施行により、当地は第5大区第4小区に属する。
- 1889年（明治22年）- 町村制施行に伴い、橘村が成立。末長はその大字となる。
- 1912年（明治45年）- 村内の神社が杉山神社に合祀される[17]。
- 1914年（大正3年）- 末長小学校が統合により橘小学校となり、当地からなくなる[8]。
- 1937年（昭和12年）- 橘村が川崎市に編入され、当地は川崎市末長となる。
- 1940年（昭和15年）- 日本光学（現・ニコン）の工場が開設される。
- 1944年（昭和19年）- 川崎市立高津高等女学校（現・川崎市立高津高等学校）が当地に移転（1954年に転出）[18]。
- 1945年（昭和20年）- 空襲を受ける。
- 1955年（昭和30年）- 八欧電機（現・富士通ゼネラル）の工場が設置される。
- 1958年（昭和33年）- 川崎市立末長小学校が開校[8]。
- 1964年（昭和39年）- 杉山神社が火災で焼失（1972年再建）[17]。
- 1965年（昭和40年）- 第三京浜道路が全通。当地に京浜川崎インターチェンジが設置される。
- 1966年（昭和41年）- 東急田園都市線の溝の口駅 - 長津田駅間が開通。当地に梶が谷駅が設置される。
- 1969年（昭和44年）- 一部が梶ケ谷に編入される[8]。
- 1972年（昭和47年）- 川崎市が政令指定都市に移行する。当地は川崎市高津区末長となる。
- 1977年（昭和52年）- 高津郵便局が当地へ移転。
- 2013年（平成25年）
  - 9月24日 一部が末長一丁目として分立し[19]、住居表示が実施される[20]。
  - 11月18日 一部が末長二丁目として分立し、住居表示が実施される[21]。
- 2014年（平成26年）10月20日 大字としての末長から末長三丁目・末長四丁目が起立し、住居表示が実施される[22]。これをもって大字としての末長は消滅した。

### 町域の新旧対照
末長のうち住居表示が施行された区域について、施行前の字は以下のようになっていた。
| 現町丁     | 施行日                     | 住居表示施行前の字                                                             | 出典   |
| ---------- | -------------------------- | ------------------------------------------------------------------------------ | ------ |
| 末長一丁目 | 2013年（平成25年）9月24日  | 末長字姿見台・字向台の各全部、末長字久保台・字中原の各一部                     | [ 23 ] |
| 末長二丁目 | 2013年（平成25年）11月18日 | 末長字富士見台・字大谷の各全部、末長字久保台・字中原の残部、末長字宗田町の一部 | [ 24 ] |
| 末長三丁目 | 2014年（平成26年）10月20日 | 末長字宗田町の残部、末長字中町の一部                                           | [ 25 ] |
| 末長四丁目 | 2014年（平成26年）10月20日 | 末長字高ノ面各全部、末長字中町の残部                                           | [ 26 ] |

### 小字
住居表示施行前の末長には、姿見台・久保台・向台・富士見台・中原・大谷（おおやと）・宗田町・中の町・高の面という小字が存在した。

## 世帯数と人口
2025年（令和7年）3月31日現在（川崎市発表）の世帯数と人口は以下の通りである。
| 丁目      | 世帯数     | 人口     |
| --------- | ---------- | -------- |
| 末長1丁目 | 4,410世帯  | 8,236人  |
| 末長2丁目 | 1,997世帯  | 3,818人  |
| 末長3丁目 | 2,301世帯  | 4,847人  |
| 末長4丁目 | 2,723世帯  | 4,987人  |
| 計        | 11,431世帯 | 21,888人 |

### 人口の変遷
国勢調査による人口の推移。
| 年                 | 人口   |
| ------------------ | ------ |
| 1995年（平成7年）  | 14,469 |
| 2000年（平成12年） | 15,366 |
| 2005年（平成17年） | 16,868 |
| 2010年（平成22年） | 19,450 |
| 2015年（平成27年） | 21,260 |
| 2020年（令和2年）  | 22,491 |

### 世帯数の変遷
国勢調査による世帯数の推移。
| 年                 | 世帯数 |
| ------------------ | ------ |
| 1995年（平成7年）  | 6,521  |
| 2000年（平成12年） | 6,884  |
| 2005年（平成17年） | 7,838  |
| 2010年（平成22年） | 9,185  |
| 2015年（平成27年） | 10,060 |
| 2020年（令和2年）  | 10,975 |

## 学区
市立小・中学校に通う場合、学区は以下の通りとなる（2024年3月時点）。
| 丁目      | 番・番地等       | 小学校                 | 中学校               |
| --------- | ---------------- | ---------------------- | -------------------- |
| 末長1丁目 | 6～10番 40～53番 | 川崎市立西梶ヶ谷小学校 | 川崎市立宮崎中学校   |
| 末長1丁目 | 1～5番 11～39番  | 川崎市立新作小学校     | 川崎市立橘中学校     |
| 末長2丁目 | 1～13番 16番以降 | 川崎市立新作小学校     | 川崎市立橘中学校     |
| 末長2丁目 | 14〜15番         | 川崎市立末長小学校     | 川崎市立橘中学校     |
| 末長3丁目 | 1～3番 5番以降   | 川崎市立末長小学校     | 川崎市立橘中学校     |
| 末長3丁目 | 4番              | 川崎市立坂戸小学校     | 川崎市立東高津中学校 |
| 末長4丁目 | 1～8番           | 川崎市立坂戸小学校     | 川崎市立東高津中学校 |
| 末長4丁目 | 10番以降         | 川崎市立末長小学校     | 川崎市立東高津中学校 |

## 事業所
2021年（令和3年）現在の経済センサス調査による事業所数と従業員数は以下の通りである。
| 丁目      | 事業所数  | 従業員数 |
| --------- | --------- | -------- |
| 末長1丁目 | 184事業所 | 1,857人  |
| 末長2丁目 | 59事業所  | 418人    |
| 末長3丁目 | 77事業所  | 2,689人  |
| 末長4丁目 | 65事業所  | 606人    |
| 計        | 385事業所 | 5,570人  |

### 事業者数の変遷
経済センサスによる事業所数の推移。
| 年                 | 事業者数 |
| ------------------ | -------- |
| 2016年（平成28年） | 379      |
| 2021年（令和3年）  | 385      |

### 従業員数の変遷
経済センサスによる従業員数の推移。
| 年                 | 従業員数 |
| ------------------ | -------- |
| 2016年（平成28年） | 5,440    |
| 2021年（令和3年）  | 5,570    |

## 交通

### 鉄道
当地を通る路線は東急田園都市線と南武線の2路線がある。東急田園都市線は当地で丘陵地を通り、梶が谷駅が設置されている。南武線は当地の低地を通るが、駅は設置されていない（南方の武蔵新城駅が利用可能である）。

### 路線バス
当地で路線バスを運行しているのは東急バスと川崎市交通局の2事業者であるが、両者とも梶が谷駅を拠点として丘陵上を結ぶバスと、溝の口駅を拠点として平地を結ぶバスを運行しており、末長の丘陵地と平地を直接結ぶようなバスはない。

### 道路

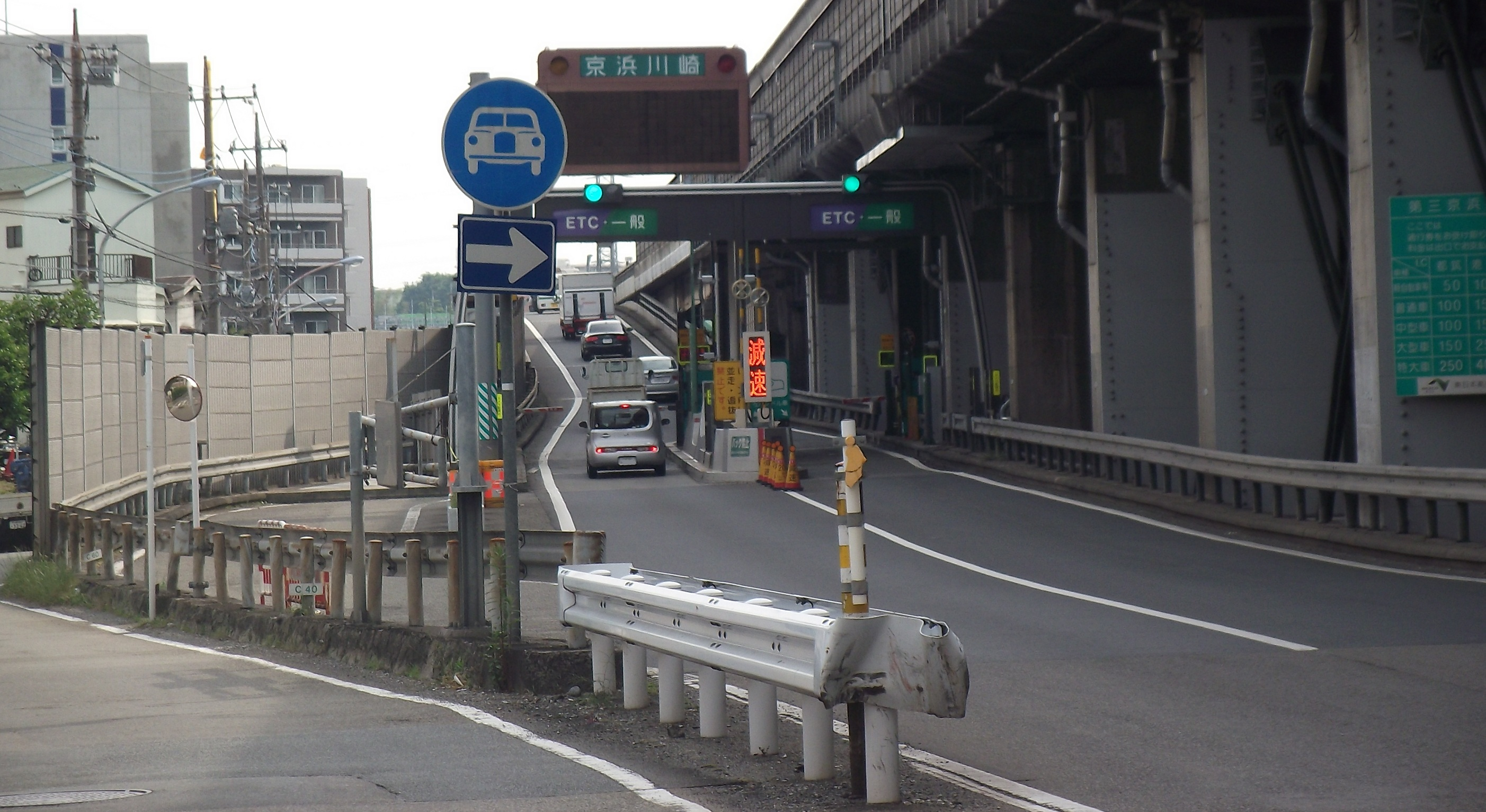
京浜川崎インターチェンジ（横浜方面入口）

- 国道466号第三京浜道路 京浜川崎インターチェンジ
- 神奈川県道14号鶴見溝ノ口線
- 南武沿線道路

## 施設

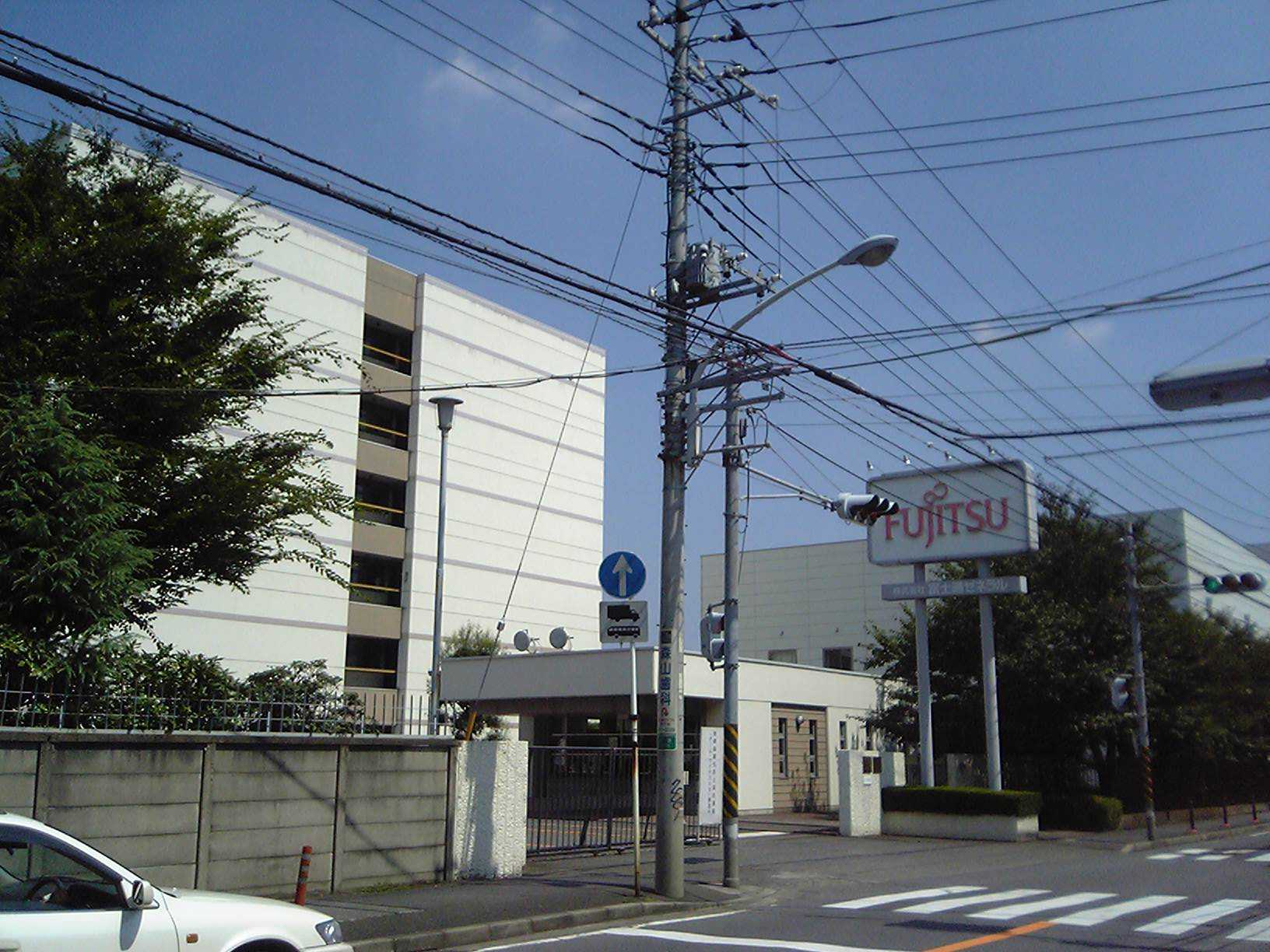
富士通ゼネラル本社

- 高津郵便局（ゆうちょ銀行高津店を併設）
- 富士通ゼネラル 本社
- 杉山神社
- 神奈川県警察高津警察署末長交番
- JAセレサ川崎 梶ヶ谷支店
- 川崎信用金庫 梶ヶ谷支店
- 川崎フロンターレ 本社

### 教育施設
- 川崎市立末長小学校
- 川崎市立東高津中学校
- 南武朝鮮初級学校
- 末長こども文化センター

## その他

### 日本郵便
- 郵便番号 : 213-0013[3]（集配局 : 高津郵便局[38]）

### 警察
町内の警察の管轄区域は以下の通りである。
| 大字      | 番・番地等 | 警察署     | 交番・駐在所 |
| --------- | ---------- | ---------- | ------------ |
| 末長1丁目 | 全域       | 高津警察署 | 末長交番     |
| 末長2丁目 | 全域       | 高津警察署 | 末長交番     |
| 末長3丁目 | 全域       | 高津警察署 | 末長交番     |
| 末長4丁目 | 全域       | 高津警察署 | 末長交番     |